# 洱源県
洱源県（じげん-けん）は中華人民共和国雲南省大理ペー族自治州に位置する県。

## 歴史
1913年に洱源県が設置される。

## 行政区画
下部に6鎮、3郷を管轄する
- 鎮
  - 茈碧湖鎮、鄧川鎮、右所鎮、三営鎮、鳳羽鎮、喬後鎮
- 郷
  - 牛街郷、煉鉄郷、西山郷

## 交通

### 道路
- 高速道路
  - 大麗高速道路
- 国道
  - G214国道